# 2002-es afrikai nemzetek kupája
2002-ben rendezték meg a 23. afrikai nemzetek kupáját. A házigazda Mali volt, a sivatagi ország öt városának hat stadionjában lebonyolított viadalon a végső győzelmet Kamerun válogatottja szerezte meg, az együttes a döntőben Szenegál csapatát múlta felül 120 perc gólnélküli döntetlent követően tizenegyes-párbajban 3-2 arányban.

## Helyszínek
| Város   | Stadion                  | Befogadóképesség |
| ------- | ------------------------ | ---------------- |
| Bamako  | Március 26. Stadion      | 60,000           |
| Bamako  | Modibo Keïta Stadion     | 30,000           |
| Kayes   | Abdoulaye Nakoro Cissoko | 15,000           |
| Mopti   | Barema Bocoum Stadion    | 15,000           |
| Ségou   | Amari Daou Stadion       | 15,000           |
| Sikasso | Babemba Traoré Stadion   | 15,000           |

## Selejtezők
Az Afrikai Labdarúgó-szövetség 49 tagja nevezett az eseményre. Az első körben a 42 gyengébb világranglista-helyezésű csapatot sorsolták ki egymás ellen, a továbbjutó 21 együtteshez csatlakozott a további 7 kiemelt. A 28 válogatottat hét négyes csoportba sorsolták, mindegyik csoport első és második helyezettje jutott ki a kontinensviadalra, ahova automatikusan kvalifikálta magát a házigazda Mali és a címvédő Kamerun.

## Részt vevő csapatok
| - Algéria - Burkina Faso - Dél-afrikai Köztársaság - Egyiptom - Elefántcsontpart - Ghána - Kamerun (címvédő) - Kongói DK | - Libéria - Mali (házigazda) - Marokkó - Nigéria - Szenegál - Togo - Tunézia - Zambia |  |

## Játékvezetők
| Afrika - Coffi Codjia - Petros Mathabela - Gamál al-Gandúr - Tessema Hailemalak - Alex Quartey - Divine Evehe - Abd el-Hakím Selmáni - Koman Coulibaly - Mohammed Kezzáz - Lim Kee Chong | Afrika (folyt.) - Chukwudi Chukwujekwu - Falla N’Doye - Mourad Daami - Felix Tangawarima Európa - Domenico Messina - Arturo Daudén Ibáñez |

## Eredmények

### Csoportkör

#### A csoport
| Csapat  | M | Gy | D | V | Rg | Kg | Gk | P |
| ------- | - | -- | - | - | -- | -- | -- | - |
| Nigéria | 3 | 2  | 1 | 0 | 2  | 0  | +2 | 7 |
| Mali    | 3 | 1  | 2 | 0 | 3  | 1  | +2 | 5 |
| Libéria | 3 | 0  | 2 | 1 | 3  | 4  | -1 | 2 |
| Algéria | 3 | 0  | 1 | 2 | 2  | 5  | -3 | 1 |

| 2002. január 19. 16:00 | Mali      | 1 – 1   | Libéria  | Március 26. Stadion, Bamako Nézőszám: 50 000 Játékvezető: Abd el-Hakím Selmáni (Líbia) |
| 2002. január 19. 16:00 | Keita 87' | (0 – 1) | Weah 45' | Március 26. Stadion, Bamako Nézőszám: 50 000 Játékvezető: Abd el-Hakím Selmáni (Líbia) |

| 2002. január 21. 16:00 | Algéria | 0 – 1   | Nigéria      | Március 26. Stadion, Bamako Nézőszám: 10 000 Játékvezető: Felix Tangawarima (Zimbabwe) |
| 2002. január 21. 16:00 |         | (0 – 1) | Aghahowa 43' | Március 26. Stadion, Bamako Nézőszám: 10 000 Játékvezető: Felix Tangawarima (Zimbabwe) |

| 2002. január 24. 19:00 | Mali    | 0 – 0 | Nigéria | Március 26. Stadion, Bamako Nézőszám: 50 000 Játékvezető: Alex Quartey (Ghána) |
| 2002. január 24. 19:00 | (0 – 0) |       |         | Március 26. Stadion, Bamako Nézőszám: 50 000 Játékvezető: Alex Quartey (Ghána) |

| 2002. január 25. 19:30 | Libéria              | 2 – 2   | Algéria               | Március 26. Stadion, Bamako Nézőszám: 4 000 Játékvezető: Divine Evehe (Kamerun) |
| 2002. január 25. 19:30 | Daye 7' K. Sebwe 72' | (1 – 1) | Akrúr 45' Kráús 90+1' | Március 26. Stadion, Bamako Nézőszám: 4 000 Játékvezető: Divine Evehe (Kamerun) |

| 2002. január 28. 18:00 | Mali                   | 2 – 0   | Algéria | Március 26. Stadion, Bamako Nézőszám: 50 000 Játékvezető: Lim Kee Chong (Mauritius) |
| 2002. január 28. 18:00 | Bagayoko 18' Touré 24' | (2 – 0) |         | Március 26. Stadion, Bamako Nézőszám: 50 000 Játékvezető: Lim Kee Chong (Mauritius) |

| 2002. január 28. 18:00 | Libéria | 0 – 1   | Nigéria      | Március 26. Stadion, Bamako Nézőszám: 9 000 Játékvezető: Falla Ndoye (Szenegál) |
| 2002. január 28. 18:00 |         | (0 – 0) | Aghahowa 63' | Március 26. Stadion, Bamako Nézőszám: 9 000 Játékvezető: Falla Ndoye (Szenegál) |

#### B csoport
| Csapat                  | M | Gy | D | V | Rg | Kg | Gk | P |
| ----------------------- | - | -- | - | - | -- | -- | -- | - |
| Dél-afrikai Köztársaság | 3 | 1  | 2 | 0 | 3  | 1  | +2 | 5 |
| Ghána                   | 3 | 1  | 2 | 0 | 2  | 1  | +1 | 5 |
| Marokkó                 | 3 | 1  | 1 | 1 | 3  | 4  | -1 | 4 |
| Burkina Faso            | 3 | 0  | 1 | 2 | 2  | 4  | -2 | 1 |

| 2002. január 20. 19:30 | Dél-afrikai Köztársaság | 0 – 0 | Burkina Faso | Amare Daou Stadion, Ségou Nézőszám: 12 000 Játékvezető: Falla Ndoye (Szenegál) |
| 2002. január 20. 19:30 | (0 – 0)                 |       |              | Amare Daou Stadion, Ségou Nézőszám: 12 000 Játékvezető: Falla Ndoye (Szenegál) |

| 2002. január 21. 16:00 | Marokkó | 0 – 0 | Ghána | Amare Daou Stadion, Ségou Nézőszám: 4 000 Játékvezető: Domenico Messina (Olaszország) |
| 2002. január 21. 16:00 | (0 – 0) |       |       | Amare Daou Stadion, Ségou Nézőszám: 4 000 Játékvezető: Domenico Messina (Olaszország) |

| 2002. január 24. 16:00 | Dél-afrikai Köztársaság | 0 – 0 | Ghána | Amare Daou Stadion, Ségou Nézőszám: 5 000 Játékvezető: Mourad Daami (Tunézia) |
| 2002. január 24. 16:00 | (0 – 0)                 |       |       | Amare Daou Stadion, Ségou Nézőszám: 5 000 Játékvezető: Mourad Daami (Tunézia) |

| 2002. január 25. 15:30 | Burkina Faso | 1 – 2   | Marokkó         | Amare Daou Stadion, Ségou Nézőszám: 6 000 Játékvezető: Lim Kee Chong (Mauritius) |
| 2002. január 25. 15:30 | Dagano 58'   | (0 – 1) | Zerváli 23' 85' | Amare Daou Stadion, Ségou Nézőszám: 6 000 Játékvezető: Lim Kee Chong (Mauritius) |

| 2002. január 30. 16:00 | Dél-afrikai Köztársaság            | 3 – 1   | Marokkó                   | Amare Daou Stadion, Ségou Nézőszám: 3 000 Játékvezető: Gamál al-Gandúr (Egyiptom) |
| 2002. január 30. 16:00 | Zuma 42' Mngomeni 48' Nomvethe 51' | (1 – 0) | Ben Mahmúd 77' (11-esből) | Amare Daou Stadion, Ségou Nézőszám: 3 000 Játékvezető: Gamál al-Gandúr (Egyiptom) |

| 2002. január 30. 16:00 | Burkina Faso  | 1 – 2   | Ghána            | Barema Bocoum Stadion, Mopti Nézőszám: 15 000 Játékvezető: Chukwudi Chukwujekwu (Nigéria) |
| 2002. január 30. 16:00 | A. Traoré 81' | (0 – 0) | Boakye 90' 90+2' | Barema Bocoum Stadion, Mopti Nézőszám: 15 000 Játékvezető: Chukwudi Chukwujekwu (Nigéria) |

#### C csoport
| Csapat           | M | Gy | D | V | Rg | Kg | Gk | P |
| ---------------- | - | -- | - | - | -- | -- | -- | - |
| Kamerun          | 3 | 3  | 0 | 0 | 5  | 0  | +5 | 9 |
| Kongói DK        | 3 | 1  | 1 | 1 | 3  | 2  | +1 | 4 |
| Togo             | 3 | 0  | 2 | 1 | 0  | 3  | -3 | 2 |
| Elefántcsontpart | 3 | 0  | 1 | 2 | 1  | 4  | -3 | 1 |

| 2002. január 20. 17:30 | Kamerun   | 1 – 0   | Kongói DK | Babemba Traoré Stadion, Sikasso Nézőszám: 15 000 Játékvezető: Coffi Codjia (Benin) |
| 2002. január 20. 17:30 | Mboma 40' | (1 – 0) |           | Babemba Traoré Stadion, Sikasso Nézőszám: 15 000 Játékvezető: Coffi Codjia (Benin) |

| 2002. január 21. 18:00 | Togo    | 0 – 0 | Elefántcsontpart | Babemba Traoré Stadion, Sikasso Nézőszám: 15 000 Játékvezető: Chukwudi Chukwujekwu (Nigéria) |
| 2002. január 21. 18:00 | (0 – 0) |       |                  | Babemba Traoré Stadion, Sikasso Nézőszám: 15 000 Játékvezető: Chukwudi Chukwujekwu (Nigéria) |

| 2002. január 25. 17:30 | Kamerun   | 1 – 0   | Elefántcsontpart | Babemba Traoré Stadion, Sikasso Nézőszám: 15 000 Játékvezető: Gamál al-Gandúr (Egyiptom) |
| 2002. január 25. 17:30 | Mboma 85' | (0 – 0) |                  | Babemba Traoré Stadion, Sikasso Nézőszám: 15 000 Játékvezető: Gamál al-Gandúr (Egyiptom) |

| 2002. január 26. 17:30 | Togo    | 0 – 0 | Kongói DK | Babemba Traoré Stadion, Sikasso Nézőszám: 7 000 Játékvezető: Tessema Hailemalak (Etiópia) |
| 2002. január 26. 17:30 | (0 – 0) |       |           | Babemba Traoré Stadion, Sikasso Nézőszám: 7 000 Játékvezető: Tessema Hailemalak (Etiópia) |

| 2002. január 29. 16:00 | Kamerun                          | 3 – 0   | Togo | Babemba Traoré Stadion, Sikasso Nézőszám: 6 000 Játékvezető: Petros Mathabela (Dél-afrikai K.) |
| 2002. január 29. 16:00 | Mettomo 52' Eto'o 80' Olembé 89' | (0 – 0) |      | Babemba Traoré Stadion, Sikasso Nézőszám: 6 000 Játékvezető: Petros Mathabela (Dél-afrikai K.) |

| 2002. január 29. 16:00 | Kongói DK                                     | 3 – 1   | Elefántcsontpart | Abdoulaye Nakoro Cissoko Stadion, Keyes Nézőszám: 12 000 Játékvezető: Felix Tangawarima (Zimbabwe) |
| 2002. január 29. 16:00 | Yuvuladio 28' Nonda 66' Kimoto 81' (11-esből) | (1 – 0) | Traoré 86'       | Abdoulaye Nakoro Cissoko Stadion, Keyes Nézőszám: 12 000 Játékvezető: Felix Tangawarima (Zimbabwe) |

#### D csoport
| Csapat   | M | Gy | D | V | Rg | Kg | Gk | P |
| -------- | - | -- | - | - | -- | -- | -- | - |
| Szenegál | 3 | 2  | 1 | 0 | 2  | 0  | +2 | 7 |
| Egyiptom | 3 | 2  | 0 | 1 | 3  | 2  | +1 | 6 |
| Tunézia  | 3 | 0  | 2 | 1 | 0  | 1  | -1 | 2 |
| Zambia   | 3 | 0  | 1 | 2 | 1  | 3  | -2 | 1 |

| 2002. január 20. 15:30 | Egyiptom | 0 – 1   | Szenegál   | Modibo Kéïta Stadion, Bamako Nézőszám: 20 000 Játékvezető: Mohammed Kezzáz (Marokkó) |
| 2002. január 20. 15:30 |          | (0 – 0) | Diatta 82' | Modibo Kéïta Stadion, Bamako Nézőszám: 20 000 Játékvezető: Mohammed Kezzáz (Marokkó) |

| 2002. január 21. 19:00 | Zambia  | 0 – 0 | Tunézia | Modibo Kéïta Stadion, Bamako Nézőszám: 6 000 Játékvezető: Koman Coulibaly (Mali) |
| 2002. január 21. 19:00 | (0 – 0) |       |         | Modibo Kéïta Stadion, Bamako Nézőszám: 6 000 Játékvezető: Koman Coulibaly (Mali) |

| 2002. január 25. 15:30 | Egyiptom | 1 – 0   | Tunézia | Modibo Kéïta Stadion, Bamako Nézőszám: 3 000 Játékvezető: Arturo Daudén Ibáñez (Spanyolország) |
| 2002. január 25. 15:30 | Emám 23' | (1 – 0) |         | Modibo Kéïta Stadion, Bamako Nézőszám: 3 000 Játékvezető: Arturo Daudén Ibáñez (Spanyolország) |

| 2002. január 26. 19:30 | Szenegál   | 1 – 0   | Zambia | Modibo Kéïta Stadion, Bamako Nézőszám: 20 000 Játékvezető: Abd el-Hakím Selmáni (Líbia) |
| 2002. január 26. 19:30 | Camara 90' | (0 – 0) |        | Modibo Kéïta Stadion, Bamako Nézőszám: 20 000 Játékvezető: Abd el-Hakím Selmáni (Líbia) |

| 2002. január 31. 16:00 | Egyiptom          | 2 – 1   | Zambia       | Modibo Kéïta Stadion, Bamako Nézőszám: 10 000 Játékvezető: Coffi Codjia (Benin) |
| 2002. január 31. 16:00 | Mido 35' Emám 53' | (1 – 0) | Kampamba 89' | Modibo Kéïta Stadion, Bamako Nézőszám: 10 000 Játékvezető: Coffi Codjia (Benin) |

| 2002. január 31. 16:00 | Szenegál | 0 – 0 | Tunézia | Abdoulaye Nakoro Cissoko Stadion, Keyes Nézőszám: 8 000 Játékvezető: Domenico Messina (Olaszország) |
| 2002. január 31. 16:00 | (0 – 0)  |       |         | Abdoulaye Nakoro Cissoko Stadion, Keyes Nézőszám: 8 000 Játékvezető: Domenico Messina (Olaszország) |

### Egyenes kieséses szakasz
|  |                      |                         |                     |                     |       |           |                      |                    |                    |                    |               |       |       |
|  | Negyeddöntők         | Negyeddöntők            | Negyeddöntők        |                     |       | Elődöntők | Elődöntők            | Elődöntők          |                    |                    | Döntő         | Döntő | Döntő |
|  | Negyeddöntők         | Negyeddöntők            | Negyeddöntők        |                     |       | Elődöntők | Elődöntők            | Elődöntők          |                    |                    | Döntő         | Döntő | Döntő |
|  | február 3. – Bamako  |                         |                     |                     |       |           |                      |                    |                    |                    |               |       |       |
|  |                      |                         |                     |                     |       |           |                      |                    |                    |                    |               |       |       |
|  | A1                   | Nigéria                 | 1                   |                     |       |           |                      |                    |                    |                    |               |       |       |
|  | A1                   | Nigéria                 | 1                   | február 7. – Bamako |       |           |                      |                    |                    |                    |               |       |       |
|  | B2                   | Ghána                   | 0                   |                     |       |           |                      |                    |                    |                    |               |       |       |
|  | B2                   | Ghána                   | 0                   |                     |       | Nigéria   | Nigéria              | 1                  |                    |                    |               |       |       |
|  | február 4. – Bamako  |                         |                     |                     |       | Nigéria   | Nigéria              | 1                  |                    |                    |               |       |       |
|  |                      |                         | Szenegál            | Szenegál            | 2     |           |                      |                    |                    |                    |               |       |       |
|  | D1                   | Szenegál                | Szenegál            | Szenegál            | 2     | 2         |                      |                    |                    |                    |               |       |       |
|  | D1                   | Szenegál                |                     |                     |       | 2         | február 10. – Bamako |                    |                    |                    |               |       |       |
|  | C2                   | Kongói DK               | 0                   |                     |       |           |                      |                    |                    |                    |               |       |       |
|  | C2                   | Kongói DK               | 0                   |                     |       | Szenegál  | Szenegál             | 0 (2)              |                    |                    |               |       |       |
|  | február 3. – Kayes   |                         |                     |                     |       | Szenegál  | Szenegál             | 0 (2)              |                    |                    |               |       |       |
|  |                      |                         | Kamerun             | Kamerun             | 0 (3) |           |                      |                    |                    |                    |               |       |       |
|  | B1                   | Dél-afrikai Köztársaság | Kamerun             | Kamerun             | 0 (3) | 0         |                      |                    |                    |                    |               |       |       |
|  | B1                   | Dél-afrikai Köztársaság | február 7. – Bamako |                     |       | 0         |                      |                    |                    |                    |               |       |       |
|  | A2                   | Mali                    | 2                   |                     |       |           |                      |                    |                    |                    |               |       |       |
|  | A2                   | Mali                    | 2                   |                     |       | Mali      | Mali                 | 0                  | Bronzmérkőzés      | Bronzmérkőzés      | Bronzmérkőzés |       |       |
|  | február 4. – Sikasso |                         |                     |                     |       | Mali      | Mali                 | 0                  | Bronzmérkőzés      | Bronzmérkőzés      | Bronzmérkőzés |       |       |
|  |                      |                         | Kamerun             | Kamerun             | 3     |           |                      | február 9. – Mopti | február 9. – Mopti | február 9. – Mopti |               |       |       |
|  | C1                   | Kamerun                 | Kamerun             | Kamerun             | 3     | 1         |                      | február 9. – Mopti | február 9. – Mopti | február 9. – Mopti |               |       |       |
|  | C1                   | Kamerun                 |                     |                     |       |           |                      | Nigéria            | Nigéria            | 1                  |               |       |       |
|  | D2                   | Egyiptom                | 0                   |                     |       |           |                      | Nigéria            | Nigéria            | 1                  |               |       |       |
|  | D2                   | Egyiptom                | 0                   |                     |       | Mali      | Mali                 | 0                  |                    |                    |               |       |       |
|  |                      |                         |                     |                     |       | Mali      | Mali                 | 0                  |                    |                    |               |       |       |

#### Negyeddöntők
| 2002. február 3. 16:00 | Dél-afrikai Köztársaság | 0 – 2   | Mali                      | Abdoulaye Nakoro Cissoko Stadion, Kayes Nézőszám: 15 000 Játékvezető: Arturo Daudén Ibáñez (Spanyolország) |
| 2002. február 3. 16:00 |                         | (0 – 0) | Touré 60' Coulibaly 90+2' | Abdoulaye Nakoro Cissoko Stadion, Kayes Nézőszám: 15 000 Játékvezető: Arturo Daudén Ibáñez (Spanyolország) |

| 2002. február 3. 19:00 | Nigéria   | 1 – 0   | Ghána | Március 26-a Stadion, Bamako Nézőszám: 25 000 Játékvezető: Mohammed Kezzáz (Marokkó) |
| 2002. február 3. 19:00 | Lawal 80' | (0 – 0) |       | Március 26-a Stadion, Bamako Nézőszám: 25 000 Játékvezető: Mohammed Kezzáz (Marokkó) |

| 2002. február 4. 16:00 | Kamerun   | 1 – 0   | Egyiptom | Babemba Traoré Stadion, Sikasso Nézőszám: 15 000 Játékvezető: Mourad Daami (Tunézia) |
| 2002. február 4. 16:00 | Mboma 62' | (0 – 0) |          | Babemba Traoré Stadion, Sikasso Nézőszám: 15 000 Játékvezető: Mourad Daami (Tunézia) |

| 2002. február 4. 19:00 | Szenegál           | 2 – 0   | Kongói DK | Modibo Keïta Stadion, Bamako Nézőszám: 25 000 Játékvezető: Domenico Messina (Olaszország) |
| 2002. február 4. 19:00 | Diao 30' Diouf 86' | (1 – 0) |           | Modibo Keïta Stadion, Bamako Nézőszám: 25 000 Játékvezető: Domenico Messina (Olaszország) |

#### Elődöntők
| 2002. február 7. 16:00 | Nigéria      | 1 – 2 (h.u.)   | Szenegál               | Modibo Keïta Stadion, Bamako Nézőszám: 20 000 Játékvezető: Coffi Codjia (Benin) |
| 2002. február 7. 16:00 | Aghahowa 88' | (0 – 0, 1 – 1) | P.B. Diop 54' Diao 97' | Modibo Keïta Stadion, Bamako Nézőszám: 20 000 Játékvezető: Coffi Codjia (Benin) |

| 2002. február 7. 19:00 | Mali | 0 – 3   | Kamerun                 | Modibo Keïta Stadion, Bamako Nézőszám: 50 000 Játékvezető: Lim Kee Chong (Mauritius) |
| 2002. február 7. 19:00 |      | (0 – 2) | Olembé 39' 45+' Foé 84' | Modibo Keïta Stadion, Bamako Nézőszám: 50 000 Játékvezető: Lim Kee Chong (Mauritius) |

#### 3. helyért
| 2002. február 9. 16:00 | Nigéria    | 1 – 0   | Mali | Barema Bocoum Stadion, Mopti Nézőszám: 15 000 Játékvezető: Abdel-Hakim Shelmani (Líbia) |
| 2002. február 9. 16:00 | Yakubu 29' | (1 – 0) |      | Barema Bocoum Stadion, Mopti Nézőszám: 15 000 Játékvezető: Abdel-Hakim Shelmani (Líbia) |

#### Döntő
| 2002. február 13. 15:00 | Szenegál       | 0 – 0 (h.u.) | Kamerun | Március 26-a Stadion, Bamako Nézőszám: 50 000 Játékvezető: Gamal Al-Ghandour (Egyiptom) |
| 2002. február 13. 15:00 | (0 – 0, 0 – 0) |              |         | Március 26-a Stadion, Bamako Nézőszám: 50 000 Játékvezető: Gamal Al-Ghandour (Egyiptom) |

|                              |       | 11-esekkel                    |  |
| Coly Fadiga Faye Diouf Cisse | 2 – 3 | Wome Suffo Lauren Geremi Song |  |

| 2002-es afrikai nemzetek kupája bajnoka: |
| ---------------------------------------- |
| KAMERUN 4. cím                           |

## Gólszerzők
| 3 gól - Patrick M'Boma - Salomon Olembé - Julius Aghahowa 2 gól - Házem Emám - Isaac Boakye - Bassala Touré - Hisám Zerváli - Salif Diao | 1 gól - Naszím Akrúr - Naszr ed-Dín Kráús - Moumouni Dagano - Amadou Traoré - Samuel Eto'o - Lucien Mettomo - Marc-Vivien Foé - Papi Kimoto - Shabani Nonda - Yves Yuvuladio - Kandia Traoré - Mido - Prince Akim Daye - Kelvin Sebwe - George Weah | - Mamadou Bagayoko - Dramane Coulibaly - Seydou Keita - Rasíd ben Mahmúd - Yakubu Aiyegbeni - Garba Lawal - Souleymane Camara - Lamine Diatta - Papa Bouba Diop - El Hadji Diouf - Thabo Mngomeni - Siyabonga Nomvethe - Sibusiso Zuma - Gift Kampamba |

## Külső hivatkozások
- Részletek az RSSSF.com-on